# Мачедония (1901)
Вижте пояснителната страница за други значения на Мачедония.
„Мачедония“ (на румънски: Macedonia) е седмичен вестник, издаван в Букурещ от октомври до декември 1901 година.
Подзаглавието е седмичен орган на македонските румънци (organ săptămânal al Românilor Macedoneni). От вестника излизат 10 броя. Изданието защитава каузата на арумъните в контекста на националистическата конфронтация в Македония, осъжда преследванията, претърпени от румънското население, но е и силно критично към позицията на румънските власти и на другите страни. Това обяснява липсата на имена под статиите, които са подписани само от псевдонимите Аргус, Пигмалион, Консерватор, Патриот.